# مراد الداغستاني
مُراد الداغِستاني (بالقوميقية: مراد أكامات) (1917-1984)، كان مصورًا عراقيًا رائدًا من أصول قوميقية. حَصلَ على تَقدير دولي لجَودة صوره التي سَجلت مَشاهِد مِنَ الحَياة اليومية لسُكان العِراق.

## الحياة والوظيفة
ولِدَ مُراد عبد الحَميد عَجمات الداغِستاني عام 1917 في مَدينة الموصل. كانَ والده مُهندس قوميقي شاركَ في بناء سِكة الحَديد العِراقية.

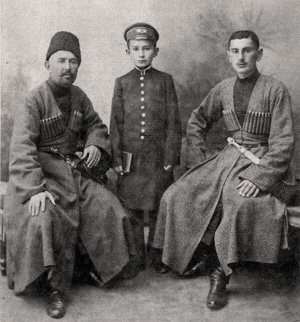
عائلة الداغستاني. (من اليسار) الجد هاسي، الأب، عبد الحميد، ابن عم، اليمباشا.

ليس مِنَ الواضِح كيف تَعَرَفَ الداغستاني على فَن التَصوير في حَياته المبكرة. كانت الموصل مَدينة لديها تاريخ في التصوير السينمائي يعود إلى أواخر القرن التاسع عشر. كان الرجال المَحليون يستخدمون الكاميرات لمُساعدة عُلماء الآثار من حوالي عام 1895. بعد الحرب العالمية الأولى، أنشأ مصور يدعى «ترتاران» استوديو عند مدخل مدرسة الموصل الابتدائية. من الممكن أن يكون الداغستاني قد شاهد المُصور أثناء عمله خلال سَنوات دراسته. حتى قبل تخرجه من المَدرسة الثانوية، كان قد التقط الكاميرا. بحلول عام 1935، كان قد أثبت نفسه كمصور فوتوغرافي مَوهوب.
كان استوديو التصوير الخاص بهِ، الواقع في شارع الدواسة، في الموصل (مقابل أطلس سينال) يُدعى ببساطة «المُصور مراد».
بالنسبة للموضوع، فقد صَورَ الحياة في شَوارع الموصل وما حولها، وخاصة الحياة على طول نهر دجلة. كان دائمًا يحمل كاميرته، جاهزًا لالتقاط لحظة أو حدث. عند شُروق الشمس، كانَ يمكن العثور على الداغستاني جالسًا على ضِفاف النهر، حيث أحب مُشاهدة قوارب الصيد. في الاستوديو الخاص به، أنتج صورًا أكثر إبداعًا للدراويش ورجال القبائل والأشخاص العاديين.
أثر الداغستاني على عَدد من المُصورين الشباب منهم هادي النجار ومحمود سعيد. يذكر الفنان والمصور محمود سعيد أنه في شبابه كان يحب ُمشاهدة المصورين الموهوبين وخاصة الداغستاني حيث كان يصور كل يوم مشاهد حول الموصل وكيف "خَلد شبكة صيد وهي تملأ الهواء قبل أن تسقط". إلى النهر، أو عربة تسير في طريق موحل، وجوه لا تُنسى من الدراويش، وكبار السن من الرجال والنساء، والأطفال".

## الوفاة
كان الداغستاني مدخنًا شرهًا للغاية، وقد أزيلت إحدى رئته في السَبعينيات، وعاش بعدها عَشر سنوات أخرى. توفي في 27 يوليو 1984.

## الأسلوب
كان مصورًا واقعيًا. التَقطت صوره والتي كانت بالأبيض والأسود لحَظات عابِرة من المَساعي البشرية. لقدرته على التقاط مثل هذه اللحظات في الوَقت المُناسب، أطلق عليه «المُصَور القَناص». حَصل على شَهادة الإبداع مِن البرازيل، كانَ واحد من ثمانية فنانين في العالم فقط، حَصل على هذه الجائزة لتصوير مواقف قد لا تتكرر مَرة أخرى.
شارك في أكثر من ثمانين معرضًا دوليًا في أوروبا والأمريكتين، بما في ذلك معرض الإنسان والبحر (يوغوسلافيا، 1965) وتقديم مائة صورة دولية (ألمانيا).
ظهرت صوره في العَديد من المجلات العالمية، بما في ذلك مجلة التصوير الفوتوغرافي، بالإضافة إلى العديد من المجلات الإنجليزية والعراقية والعربية. توجد أمثلة على أعماله مَحفوظة في أرشيف المؤسسة العربية للصورة.

## ميراث
كتاب «مراد الداغستاني: جدلية الإنسان والطبيعة» من تأليف البروفيسور نجم ياسين ونُشر في بَغداد عام 1985.

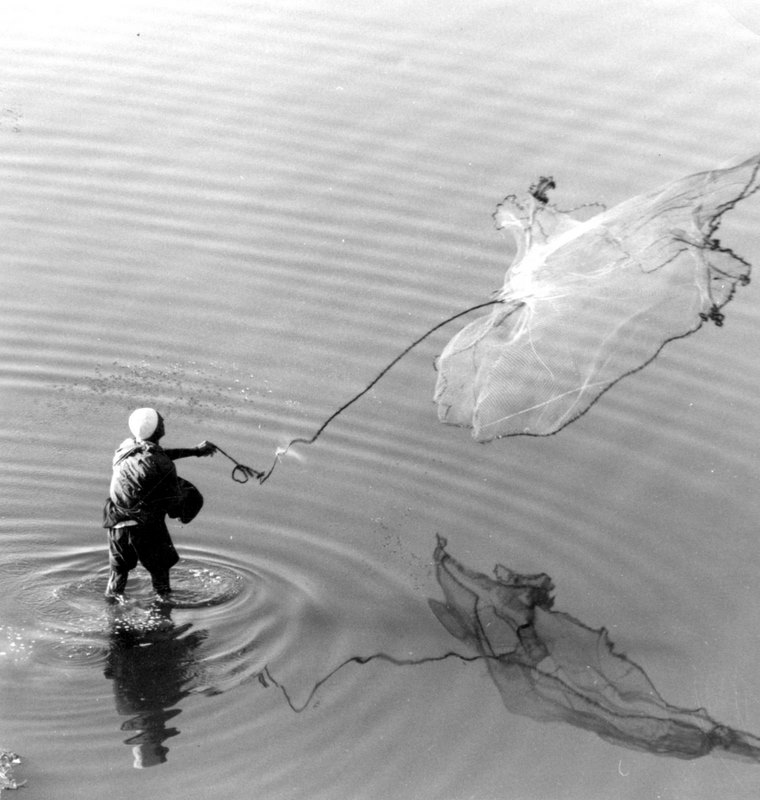
مُلقي الشَبكة، بِعدسة مُراد الداغِستاني، ثلاثينيات القرن الماضي.
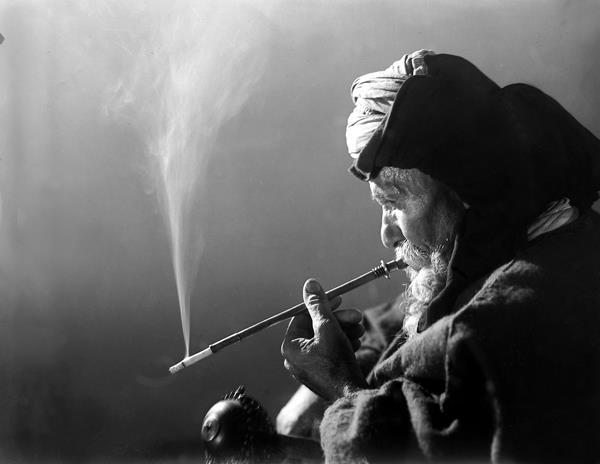
المُدَخن، بِعدسة مُراد الداغِستاني، ثلاثينيات القرن الماضي.